# Celbuda
Celbuda  (prononciation : [t͡sɛlˈbuda]) est un hameau polonais du village de Szymanowice Duże de la gmina de Sobienie-Jeziory dans le powiat d'Otwock de la voïvodie de Mazovie dans le centre-est de la Pologne.
Le village compte approximativement une population de 30 habitants.

## Histoire
De 1975 à 1998, le village appartenait administrativement à la voïvodie de Siedlce.